# Alfio Vandi
Alfio Vandi (Santarcangelo di Romagna, 7 dicembre 1955) è un dirigente sportivo ed ex ciclista su strada italiano con caratteristiche di passista-scalatore. Professionista dal 1976 al 1988, fu il primo corridore ad aggiudicarsi la classifica giovani al Giro d'Italia, nell'edizione 1976.

## Carriera
Dopo aver mostrato buone qualità tra i dilettanti, nel 1976 passò al professionismo con la Magniflex-Torpado. Il debutto fu buono: partecipò al Giro d'Italia e lo concluse al settimo posto, aggiudicandosi la maglia bianca di miglior giovane. Qualche mese dopo si impose al Giro del Veneto.
Ancora meglio fece nel 1977, anno in cui vinse una tappa alla Tirreno-Adriatico e al Giro d'Italia giunse quarto. Nel 1978 si classificò ancora settimo al Giro d'Italia, mentre nel 1979 si aggiudicò la Milano-Torino. Dopo un anno senza sussulti, nel 1981 disputò un'annata molto positiva in cui vinse il Giro della Provincia di Reggio Calabria, la Coppa Placci e la Cronoscalata della Futa mentre al Giro d'Italia conquistò un altro settimo posto finale in classifica.
Queste prestazioni gli valsero la convocazione per i campionati del mondo su strada che si svolsero a Praga, in cui diede il suo aiuto alla squadra azzurra e poi si ritirò a qualche giro dalla conclusione. Nel 1982 si aggiudicò un circuito a Noto, ma da questo momento in avanti non riuscì più a mettere in mostra le proprie qualità. Decise quindi di mettere la sua esperienza al servizio della squadra rivelandosi un buon gregario.
Si ritirò dall'attività agonistica nel 1988. In carriera corse nelle file di Magniflex-Torpado, Famcucine-Campagnolo, Selle San Marco-Wilier Triestina, Metauro Mobili-Pinarello, Dromedario-Laminox, Ariostea e Isoglass-EVS.
Ha partecipato dodici volte al Giro d'Italia, giungendo al termine in dieci occasioni.

## Palmarès
- 1975 (dilettanti)

Coppa della Pace
- 1976

Giro del Veneto
- 1977

1ª tappa Tirreno-Adriatico (Ferentino > Santa Severa)
- 1979

Milano-Torino
- 1981

Giro della Provincia di Reggio Calabria
Cronoscalata della Futa-Memorial Gastone Nencini
Coppa Placci

### Altri successi
- 1976

Classifica giovani Giro d'Italia

## Piazzamenti

### Grandi Giri
- Giro d'Italia

1976: 7º
1977: 4º
1978: 7º
1980: ritirato (non partito 20ª tappa)
1981: 7º
1982: 12º
1983: 20º
1984: 17º
1985: ritirato (8ª/2ª tappa)
1986: 11º
1987: 33º
1988: 31º
- Tour de France

1979: ritirato (non partito 10ª tappa)
1983: 39º

### Classiche monumento
- Milano-Sanremo

1976: 38º
1977: 40º
1978: 146º
1979: 77º
1980: 92º
1981: 28º
1982: 36º
1983: 54º
1985: 78º
- Giro delle Fiandre

1977: 22º
- Liegi-Bastogne-Liegi

1979: 25º
1986: 26º
- Giro di Lombardia

1976: 12º
1977: 6º
1978: 5º
1979: 9º
1981: 16º
1982: 5º
1985: 8º
1986: 31º
1987: 24º

### Competizioni mondiali
- Campionato del mondo

Praga 1981 - In linea: ritirato